# Rafael Cavalcante
Rafael Cavalcante, noto anche con lo pseudonimo di Feijão (Ilha Solteira, 11 gennaio 1981), è un lottatore di arti marziali miste brasiliano.
Combatte nella divisione dei pesi mediomassimi per la promozione statunitense UFC.
In passato è stato campione di categoria Strikeforce tra il 2010 ed il 2011, vincendo il titolo contro Muhammed Lawal e perdendolo contro Dan Henderson.
È cresciuto come lottatore nella Black House assieme a campioni come Anderson Silva e Antônio Rodrigo Nogueira.
È noto per la sua aggressività e per la sua abilità nei colpi, mix di elementi che determinano l'alta frequenza di vittorie per KO.
Per i ranking ufficiali dell'UFC è il contendente numero 11 nella divisione dei pesi mediomassimi.

## Carriera

### Inizi
Cavalcante inizia la sua carriera da professionista in Brasile per poi spostarsi negli Stati Uniti quando passa alla IFL: qui conosce la sua prima sconfitta in cinque gare contro Marcio Cruz, anche se si tratta di una sconfitta dovuta a squalifica per un calcio da terra illegale.
Successivamente passa alla Elite Xtreme Combat nella quale vince tre incontri di fila.

### Strikeforce
Nel 2009 firma un contratto con Strikeforce, dove perde l'incontro di debutto contro Mike Kyle ma si rifà nei successivi due match e il 21 agosto del 2010 vince il titolo dei pesi mediomassimi contro l'imbattuto wrestler Muhammed Lawal, costretto al KO tecnico alla terza ripresa.
Nel successivo incontro non riesce a difendere il titolo perdendo contro l'esperto pluricampione di MMA Dan Henderson per KO.
Successivamente Cavalcante torna in auge con due vittorie consecutive e spettacolari ai danni di Yoel Romero e di Mike Kyle, che lo evidenziano come un pericolosissimo finalizzatore, e venne subito indicato come uno dei contendenti al titolo assieme all'allora infortunato Gegard Mousasi; dopo l'ultimo incontro vinto contro Kyle, Cavalcante venne trovato positivo all'utilizzo di sostanze dopanti e conseguentemente venne sospeso per un anno, e il risultato dell'incontro venne cambiato in un No Contest.

### Ultimate Fighting Championship
Nel 2013 l'UFC completò l'accorpamento della Strikeforce al suo interno di fatto dismettendo quest'ultima, e di conseguenza Cavalcante venne aggiunto al roster dei pesi mediomassimi dell'UFC.
Esordì in giugno contro il quotato connazionale Thiago Silva, venendo sconfitto per KO durante il primo round.
La prima vittoria in UFC venne in novembre contro il croato Igor Pokrajac.
Nel 2014 viene nettamente sconfitto dal numero 9 dei ranking Ryan Bader.
Nel novembre dello stesso anno avrebbe dovuto affrontare Ovince St. Preux, ma Feijão s'infortunò ed il match saltò. 
Ad agosto del 2015 dovette affrontare lo statunitense Patrick Cummins. Cavalcante subì l'offensiva del suo avversario venendo portato più volte al tappeto; nonostante ciò riuscì con pochi ma devastanti colpi a far sanguinare copiosamente Cummins, colpendolo sia in piedi e sia in posizione di sottomissione al suolo. Al terzo round dopo l'ennesimo takedown di Cummins, Cavalcante venne colpito con delle devastanti gomitate al volto costringendo l'arbitro a fermare il match per KO tecnico.
Nel febbraio del 2016 venne sconfitto da Ovince St. Preux per decisione unanime, inanellando una serie negativa di tre sconfitte.

### Risultati nelle arti marziali miste
| Risultato  | Record   | Avversario       | Metodo                           | Evento                                       | Data              | Round | Tempo | Città                    | Note                                              |
| ---------- | -------- | ---------------- | -------------------------------- | -------------------------------------------- | ----------------- | ----- | ----- | ------------------------ | ------------------------------------------------- |
| Sconfitta  | 12-7 (1) | Ovince St. Preux | Decisione (unanime)              | UFC Fight Night: Hendricks vs. Thompson      | 6 febbraio 2016   | 3     | 5:00  | Las Vegas, Stati Uniti   |                                                   |
| Sconfitta  | 12-6 (1) | Patrick Cummins  | KO Tecnico (gomitate)            | UFC 190: Rousey vs. Correia                  | 1º agosto 2015    | 3     | 0:45  | San Paolo, Brasile       |                                                   |
| Sconfitta  | 12-5 (1) | Ryan Bader       | Decisione (unanime)              | UFC 174: Johnson vs. Bagautinov              | 14 giugno 2014    | 3     | 5:00  | Vancouver, Canada        |                                                   |
| Vittoria   | 12-4 (1) | Igor Pokrajac    | Sottomissione (colpi)            | UFC Fight Night: Belfort vs. Henderson       | 9 novembre 2013   | 1     | 1:18  | Goiânia, Brasile         |                                                   |
| Sconfitta  | 11-4 (1) | Thiago Silva     | KO (pugni)                       | UFC on Fuel TV: Nogueira vs. Werdum          | 8 giugno 2013     | 1     | 4:29  | Fortaleza, Brasile       | Debutto in UFC                                    |
| No Contest | 11-3 (1) | Mike Kyle        | No Contest (doping)              | Strikeforce: Barnett vs. Cormier             | 19 maggio 2012    | 1     | 0:33  | San Jose, Stati Uniti    |                                                   |
| Vittoria   | 11-3     | Yoel Romero      | KO (ginocchiata e pugni)         | Strikeforce World GP: Barnett vs. Kharitonov | 10 settembre 2011 | 2     | 4:51  | Cincinnati, Stati Uniti  |                                                   |
| Sconfitta  | 10-3     | Dan Henderson    | KO (pugni)                       | Strikeforce: Feijao vs. Henderson            | 5 marzo 2011      | 3     | 0:50  | Columbus, Stati Uniti    | Perde il titolo dei Pesi Mediomassimi Strikeforce |
| Vittoria   | 10-2     | Muhammed Lawal   | KO Tecnico (pugni e gomitate)    | Strikeforce: Houston                         | 21 agosto 2010    | 3     | 1:14  | Houston, Stati Uniti     | Vince il titolo dei Pesi Mediomassimi Strikeforce |
| Vittoria   | 9-2      | Antwain Britt    | KO (pugni)                       | Strikeforce: Heavy Artillery                 | 15 maggio 2010    | 1     | 3:45  | Saint Louis, Stati Uniti |                                                   |
| Vittoria   | 8-2      | Aaron Rosa       | KO Tecnico (pugni)               | Strikeforce Challengers: Woodley vs. Bears   | 20 novembre 2009  | 2     | 3:35  | Kansas City, Stati Uniti |                                                   |
| Sconfitta  | 7-2      | Mike Kyle        | KO (pugni)                       | Strikeforce: Lawler vs. Shields              | 6 giugno 2009     | 2     | 4:05  | Saint Louis, Stati Uniti | Debutto in Strikeforce                            |
| Vittoria   | 7-1      | Travis Galbraith | KO Tecnico (ginocchiate)         | EliteXC: Unfinished Business                 | 26 luglio 2008    | 1     | 3:01  | Stockton, Stati Uniti    |                                                   |
| Vittoria   | 6-1      | Wayne Cole       | KO Tecnico (colpi)               | EliteXC: Return of the King                  | 14 giugno 2008    | 1     | 2:47  | Honolulu, Stati Uniti    |                                                   |
| Vittoria   | 5-1      | John Doyle       | KO (ginocchiata al corpo)        | EliteXC: Street Certified                    | 16 febbraio 2008  | 1     | 2:17  | Miami, Stati Uniti       |                                                   |
| Sconfitta  | 4–1      | Marcio Cruz      | Squalifica (calcio illegale)     | IFL: Las Vegas                               | 16 giugno 2007    | 3     | 3:42  | Las Vegas, Stati Uniti   |                                                   |
| Vittoria   | 4–0      | Devin Cole       | KO Tecnico (pugni)               | IFL: Atlanta                                 | 23 febbraio 2007  | 2     | 0:26  | Atlanta, Stati Uniti     |                                                   |
| Vittoria   | 3–0      | Rubens Xavier    | Sottomissione (pugni)            | MF 5: Minotauro Fights 5                     | 9 dicembre 2006   | 1     | 2:30  | San Paolo, Brasile       |                                                   |
| Vittoria   | 2–0      | Miodrag Petković | KO Tecnico (ginocchiata e pugni) | WFC: Europe vs Brazil                        | 20 maggio 2006    | 2     | 1:37  | Capodistria, Slovenia    |                                                   |
| Vittoria   | 1–0      | Eduardo Maiorino | KO Tecnico (pugni)               | Pantanal Combat                              | 10 febbraio 2006  | 1     | 4:13  | Cuiabá, Brasile          |                                                   |